# Флоран Да Сілва
Флоран Да Сілва (фр. Florent Da Silva; нар. 2 квітня 2003, Во-ан-Велен) — французький футболіст бразильського походження, півзахисник клубу «Ліон».

## Клубна кар'єра
Виступав за молодіжну команду «Мейзьє», з якої 2010 року потрапив до академії «Ліона». 2 грудня 2020 підписав свій перший професійний контракт з «Ліоном» до літа 2023 року.
6 лютого 2021 року дебютував в основному складі «Ліона» в матчі Ліги 1 проти «Страсбура» (3:0), вийшовши на заміну на 88 хвилині замість Карла Токо Екамбі.
Не зігравши більше жодного матчу за основну команду, 31 січня 2022 року Да Сілва для отримання ігрової практики був відданий в оренду до кінця сезону до клубу «Вільфранш», за який зіграв 14 ігор у Національному чемпіонаті, третьому дивізіоні країни.

## Кар'єра у збірній
Виступав за юнацькі збірні Франції до 16 і до 19 років. З останньою з них брав участь у юнацькому чемпіонаті Європи 2022 року, забивши на турнірі 1 гол і дійшовши з командою до півфіналу.